# فرودگاه دانلی
فرودگاه دانلی (به انگلیسی: Donnelly Airport) یک فرودگاه همگانی است که یک باند فرود آسفالت دارد و طول باند آن ۹۰۰ متر است. این فرودگاه در کشور کانادا قرار دارد و در ارتفاع ۵۹۴ متری از سطح دریا واقع شده‌است.